# Jan Lisinski
Jan Michal Lisinski, född 29 april 1947 i Bromma församling, Stockholm, död 10 oktober 2008 i Maria Magdalena församling, Stockholm, var en svensk arkitekt. 

## Utbildning och verksamhet
Efter studentexamen 1966 utbildade sig Lisinski till arkitekt vid Kungliga Tekniska Högskolan i Stockholm 1966–1970, där han tog examen 1973. Han var assistent i arkitekturhistoria på Kungliga Tekniska Högskolan 1970–1973. Lisinski bedrev egen arkitektverksamhet och var med och startade Arksam Arkitekter 1973, där han var verkställande direktör 1988–1994.
Han studerade restaureringskonst vid Kungliga Konsthögskolan i Stockholm 1983–1984 och var kursansvarig för byggnadsvård på Kungliga Tekniska Högskolan 1993–1994. År 1994 blev han professor i restaureringskonst vid Kungliga Konsthögskolan i Stockholm. Lisinski var slottsarkitekt för Gripsholms slott 1990–1999 och för Drottningholms slott från 1999 samt domkyrkoarkitekt i Stockholm från 2001. Han var ledamot av Kungliga Akademien för de fria konsterna från 1995 och av styrelsen i Stiftelsen Svenska Rominstitutet från 1999.

## Verk i urval
- Rekonstruktion (efter brand) av Kungl. Borgen, Stockholm, Gärdet, för Byggnadsstyrelsen, 1980.
- Restaurering (utvändig) för Domänverket av Salsta slott, Uppland, 1984.
- Restaurering och upprustning (ut- och invändig) för Nacka kommun av samtliga 14 byggnader vid Stora och lilla Nyckelviken, 1990–1996.
- Analys av Nackastranden samt Hotellviken i Saltsjöbaden inför exploatering.
- Riktlinjer i komplicerad kultur- och naturmiljö för Rederi AB Sea-Link, Finnboda Industrilokaler, Stockholm-Saltsjön AB och Nacka kommun, 1991–1993.
- Restaurering (utvändig) och vårdplaner för Gripsholms slott, Mariefred (bl.a. Teatertornet, restaurering av växthus, invändig restaurering av Gula salongen och Drabantsalen, ny reception, slottsbutik och modellkammare, för Statens Fastighetsverk och Hovstaterna), från 1990.
- Ombyggnad och restaurering för bostadsrättsföreningen Fågelbärsträdet och Arsenalen, Markelius kollektivhus, John Ericssonsgatan 6, Stockholm, 1991–1993.
- Ombyggnad och upprustning för Folksam, av Kontor och bostäder i kv Rätten, Sundsvall 1993.
- Renovering (utvändig) för Djurgårdsförvaltningen, av Villa Parkudden, Djurgården, Stockholm, 1993.
- Ombyggnad och upprustning av residenset för spanska staten, spanska ambassaden, Djurgården, Stockholm, 1995–1996.
- Ombyggnad av Kungsladugård till grafiskt centrum, Grafikens hus, Mariefred, 1995–1996.
- Restaurering (utvändig) av flyghangaren vid Lindarängens flyghamn, Frihamnen, Stockholm, 1996.
- Restaurering för Nordiska museet, av Tyresö slott, 1996-1997.
- Ombyggnad (invändig) för Skara domkapitel och pastorat, av Skara domkyrka (1:a pris i inbjuden tävling), från 1998.
- Utvecklingsskiss av Södra teatern, Stockholm, 1998.
- Ombyggnad av Skandinaviska Bankens palats, för Statens Fastighetsverk, till Dansmuseet, Gustav Adolfs torg, Stockholm, 1998–1999.
- Förslag till ombyggnad för Tyresö församling, Tyresö kyrka, 1998–1999.
- Programutredning för ombyggnad för Statens Fastighetsverk, Sjökarteverket, Skeppsholmen, Stockholm, 1998–1999.
- Gestaltningsuppdrag av området mellan Gamla stan och Riddarholmen, Stockholm, inbjuden parallellstudie för Banverket, 1998–1999.
- Restaurering, ombyggnad mm i samband med slottsarkitektuppdrag för Statens Fastighetsverk av Drottningholms slott, från 1999.

## Egna artiklar
- Arkitektur 1972:5 sid 12, Behövde Nya Bruket rivas?
- Arkitektur 1988:10 sid 52, Ideala mästerstycken och faktiskt byggande
- Arkitektur 1989:5 sid 56, Karlsson på tapeten
- Arkitektur 1989:8 sid 32, Schinkel och Semper nygestaltade
- Arkitektur 1992:1 sid 67, Att omfatta fönster
- Arkitektur 1994:7 sid 3, I närkamp med historien